# إيان ماك إيوان
ايان ماك ايوان (بالإنجليزية: Ian McEwan)‏ (و. 1948 – م) هو كاتب، وكاتب مسرحي، ومنتج أفلام، وروائي، وكاتب سيناريو، وكاتب عمومي من المملكة المتحدة . ولد في ألدرشوت .
وهو عضو في الأكاديمية الأمريكية للفنون والعلوم، والجمعية الملكية للأدب .

## التعليم
تعلم في مدرسة طب جامعة شرق أنغليا، وتحصل منها على ماجستير في الآداب، وجامعة ساسكس، وتحصل منها على بكالوريوس في الفنون، وWoolverstone Hall School

## حياته المهنية

### بداية مهنته: مرحلة القصص القصيرة وإيان ماكابري (1975-1987)
كان أول عمل منشور لماك إيوان عبارة عن مجموعة من القصص القصيرة بعنوان «الحب الأول، الشعائر الأخيرة». فازت تلك المجموعة القصصية بجائزة سومرست موم في عام 1976. ساءت سمعته في عام 1979 عندما أوقفت بي بي سي إنتاج مسرحيته التي بعنوان «هندسة فراغية» بسبب فحشها المزعوم. نُشِرَت مجموعته القصصية الثانية بعنوان «ما بين الملاءات» في عام 1978. اقتبست السينما أول روايتين له وهما: حديقة الاسمنت (1978) والارتياح للغرباء (1981). تسببت طبيعة هذه الأعمال في تسميته بإيان ماكابري (أي إيان المرعب). أعقب ذلك كتابه الأول للأطفال بعنوان «روز بلانش» (1985)، ثم عاد إلى الخيال الأدبي بروايته «الطفل في الوقت المناسب» (1987) التي حازت على جائزة وايتبريد عن فئة الرواية في عام 1987.

### منتصف العمر: النجاح الكاسح والفوز بجائزة البوكر (1988-2007)
بدأ ماك إيوان في الابتعاد عن المواد القاتمة والمزعجة -كالتي قدمها سابقًا- نحو الأسلوب الذي سيجعله يصل إلى عدد أكبر من القراء ويكتسب إشادة نقدية كبيرة. كتب ونشر في هذه المرحلة الجديدة روايات تدرج تحت فئة الدراما الجاسوسية بعنوان «البريء» و«كلاب سود»، وهي قطعة تعكس آثار الحقبة النازية في أوروبا ونهاية الحرب الباردة. أعقب ماك إيوان هذه الأعمال بنشره كتابه الثاني للأطفال بعنوان «الحالم».
نشر بعد ذلك رواية «الحب الدائم» في عام 1997، وهي رواية تدور حول العلاقة بين كاتب علوم ومطارد له. حظيت الرواية بشعبية لدى النقاد، ولكنها لم تُدرَج في القائمة المختصرة لجائزة بوكر. تحولت الرواية إلى فيلم في عام 2004. في عام 1998، فاز بجائزة البوكر لروايته بعنوان «أمستردام». تلقت روايته التالية بعنوان «كفَّارة» استحسانًا كبيرًا، وصنفتها مجلة التايم كأفضل رواية لعام 2002، وأُدرِجَت كذلك في القائمة المختصرة لجائزة البوكر. في عام 2007، تحولت الرواية إلى فيلم بنفس العنوان عُرِض في دور السينما في جميع أنحاء العالم. حاز الفيلم على استحسان النقاد، وكان من إخراج جو رايت وبطولة كيرا نايتلي وجيمس ماكافوي. يحكي عمله التالي بعنوان «السبت» (2005) عن يوم حافل بالأحداث في حياة جراح أعصاب ناجح. فازت هذه الرواية بجائزة جيمس تايت بلاك ميموريال لعام 2005، وتم إدراج روايته «على شاطئ تشيسيل» (2007) في القائمة المختصرة لجائزة بوكر 2007. كتب ماك إيوان أيضًا عددًا من السيناريوهات المُنتَجة والمسرحيات وكتب خيال للأطفال وليبريتو وأوراتوريو بعنوان «لأجلك» مع موسيقى من تأليف ميخائيل بيركلي.
في عام 2006، اتُّهِمَ ماك إيوان بالسرقة الأدبية. على وجه التحديد، اتُّهِمَ بسرقة فقرة وردت في رواية «الكفارة» من كتاب لوسيلا أندروز «لا وقت للرومانسية» الذي نُشِرَ في عام 1977. أقرَّ ماك إيوان باستخدام الكتاب كمصدر لعمله. أدرج ماك إيوان ملاحظة موجزة في نهاية روايته، تشير إلى استخدامه كتاب أندروز بالإضافة إلى العديد من الأعمال الأخرى. خلقت الحادثة جدل شديد حول روايته الأولى «حديقة الأسمنت» التي استخدمت في بعض أجزائها عناصرًا موجودة في رواية «منزل أمنا» المنشورة عام 1963 للمؤلف البريطاني جوليان غلوغ. نفى ماك إيوان اتهامات السرقة مدعيًا أنه لم يكن على علم بالعمل السابق. أُعلِن في الغارديان في نوفمبر 2006، بعد شهر من وفاة أندروز، عن براءة ماك إيوان من السرقة الأدبية مع الاعتراف بدينه لمؤلفة «لا وقت للرومانسية». دافع عنه العديد من المؤلفين، بما في ذلك: جون أبدايك ومارتن أميس ومارغريت آتوود وتوماس كينيلي وكازوو إيشيغورو وزادي سميث وتوماس بينشون.

## مناصب وهيئات
أدار كلية لندن الجامعية.

## جوائز وترشيحات
حصل على جوائز منها:
- Bodley Medal (2014)[33]
- جائزة القدس (2011)
- Bollinger Everyman Wodehouse Prize (2010)
- Helmerich Award (2010)
- Common Wealth Award of Distinguished Service (2007)
- Shakespeare Prize (1999)
- جائزة بوكر الأدبية، عن عمل:Amsterdam (1998)
- James Tait Black Memorial Prize
- Prix Femina étranger
- قائد وسام الامبراطورية البريطانية.

ترشح لـ:
- جائزة بوكر الأدبية، عن عمل:On Chesil Beach (2007)
- Man Booker International Prize (2007)
- Man Booker International Prize (2005)
- جائزة بوكر الأدبية، عن عمل:Atonement (2001)
- International IMPAC Dublin Literary Award، عن عمل:Enduring Love (1999)
- جائزة بوكر الأدبية، عن عمل:Amsterdam (1998)
- جائزة بوكر الأدبية، عن عمل:Black Dogs (1992)
- جائزة بوكر الأدبية، عن عمل:The Comfort of Strangers (1981).

## رواياته
- الحديقة الإسمنتية
- راحة الغرباء
- الطفل في الزمن
- البريء
- كلاب سوداء
- الحب الدائم
- أمستردام
- تكفير
- السبت
- على شاطئ تشيسيل
- شمسي
- حب الحلوى
- قانون الأطفال
- قشرة الجوز
- آلات مثلي

## روابط خارجية
- إيان ماك إيوان على موقع IMDb (الإنجليزية)
- إيان ماك إيوان على موقع الموسوعة البريطانية (الإنجليزية)
- إيان ماك إيوان على موقع مونزينجر (الألمانية)
- إيان ماك إيوان على موقع ألو سيني (الفرنسية)
- إيان ماك إيوان على موقع ميوزك برينز (الإنجليزية)
- إيان ماك إيوان على موقع تيرنر كلاسيك موفيز (الإنجليزية)
- إيان ماك إيوان على موقع أول موفي (الإنجليزية)
- إيان ماك إيوان على موقع قاعدة بيانات الأفلام السويدية (السويدية)
- إيان ماك إيوان على موقع إن إن دي بي (الإنجليزية)
- إيان ماك إيوان على موقع ديسكوغز (الإنجليزية)